# Хулі
Хулі — корінний народ Папуа-Нової Гвінеї який проживає в регіоні Гайлендс провінція Гела райони Тарі, Короба, Комо-Маґаріма. Говорять насамперед мовами Хулі та Ток-пісін, невелика частина говорить іншими місцевими мовами, деякі використовують англійську. Вони є однією з найбільших етнічних груп у Папуа-Новій Гвінеї, яка налічує понад 250 000 осіб (за даними національного перепису населення 2011 року в Хелі проживає 249 449 осіб).
Патріархальне суспільство в якому поширена полігінія. Шлюби між родичами заборонені. 
Чоловіки та жінки з племені Хулі традиційно живуть окремо. Жіночі оселі відокремлені від чоловічих, так чоловічий будинок, традиційно розташований в центрі села. Перед одруженням наречений будує дружині будинок. Діти виховуються матір'ю, але по досягненню хлопчиками статевої зрілості, але не пізніше досягнення ними 10 років, вони починають жити з батьком. Розлучення можливе в випадку нездатність жінки мати дітей.
В обов'язки жінки входить догляд за дітьми, за городам, а також розведення свиней. Чоловіки займаються полюванням, боротьбою за землю, свиней і жінок. Велику частину часу витрачають на те, щоб справити враження на супротивника. Для цього вони  розфарбовують свої обличчя жовтими, червоними і білими фарбами, створюють традиційний головний убір з власного волосся, пташиного пір'я та деяких види квітів.

## Історія
Народ Хулі проживають у своєму регіоні протягом багатьох тисяч років, переказуючи усні історії, що стосуються людей та їхніх кланів. Вважається, що перші жителі мігрували на острів понад 45 тисяч років тому.
Перший відомий випадок контакту європейців із народом Хулі відбувся в листопаді 1934 р, коли щонайменше п'ятдесят аборигенів були вбиті братами Фокс, двома авантюристами, які шукали золото в цих краях.

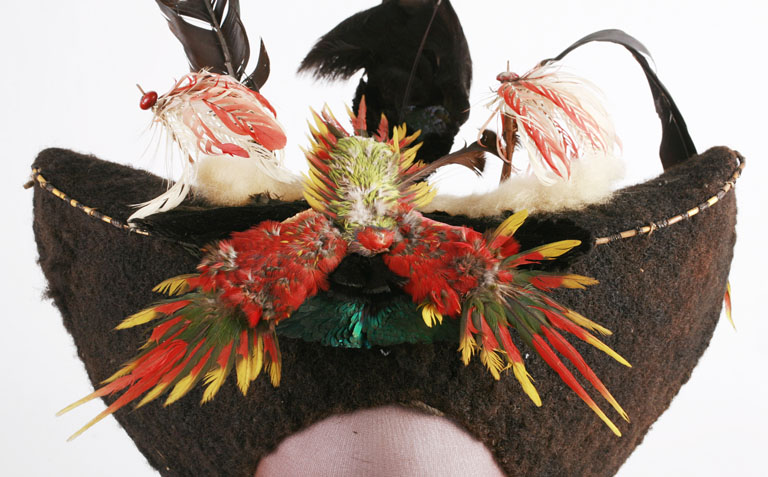
Чоловічий головний убір, який одягали перед боротьбою; Виріб із колекції Дитячого музею Індіанаполісу зроблений 1918—1922 рр.

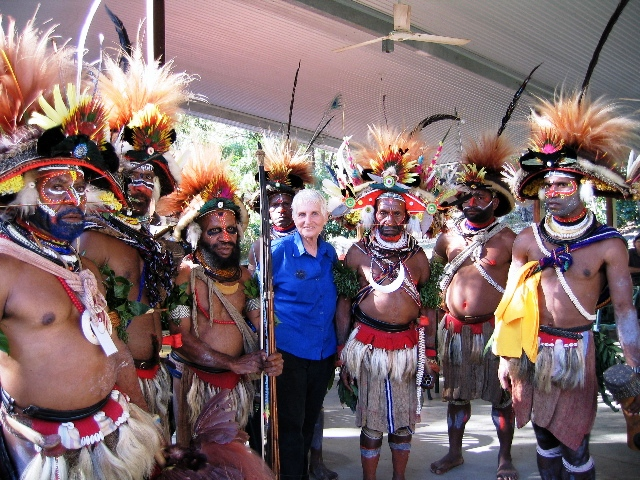
Чоловіки в традиційних головних уборах Хулі, музичний фестиваль Квінсленда, Куктаун, Австралія, 2005.